# Chromis enchrysura
 Chromis enchrysura és una espècie de peix de la família dels pomacèntrids i de l'ordre dels perciformes.

## Morfologia
Els mascles poden assolir els 10 cm de longitud total.

## Distribució geogràfica
Es troba des de Florida i Bermuda fins al sud del Brasil, incloent-hi el Carib.